# Traffic Crossing Leeds Bridge
Traffic Crossing Leeds Bridge è un cortometraggio di 3 secondi del 1888.

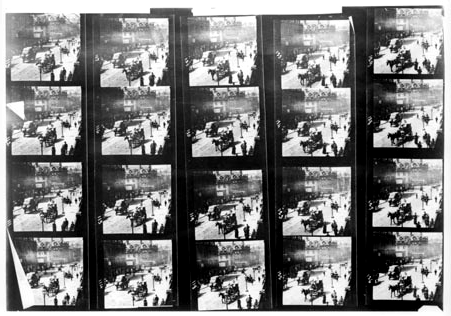
Fotogrammi del Traffic Crossing Leeds Bridge.

## Trama
Il filmato ritrae il traffico in una strada di Leeds ripreso da una finestra.

## Produzione
Il brevissimo filmato è stato ripreso nel 1888 dal 19, Bridge End a Leeds, vicino al ponte sul fiume Aire.
Il Leeds Civic Trust ha messo una blue plaque per ricordare questo importantissimo evento della storia del cinema.

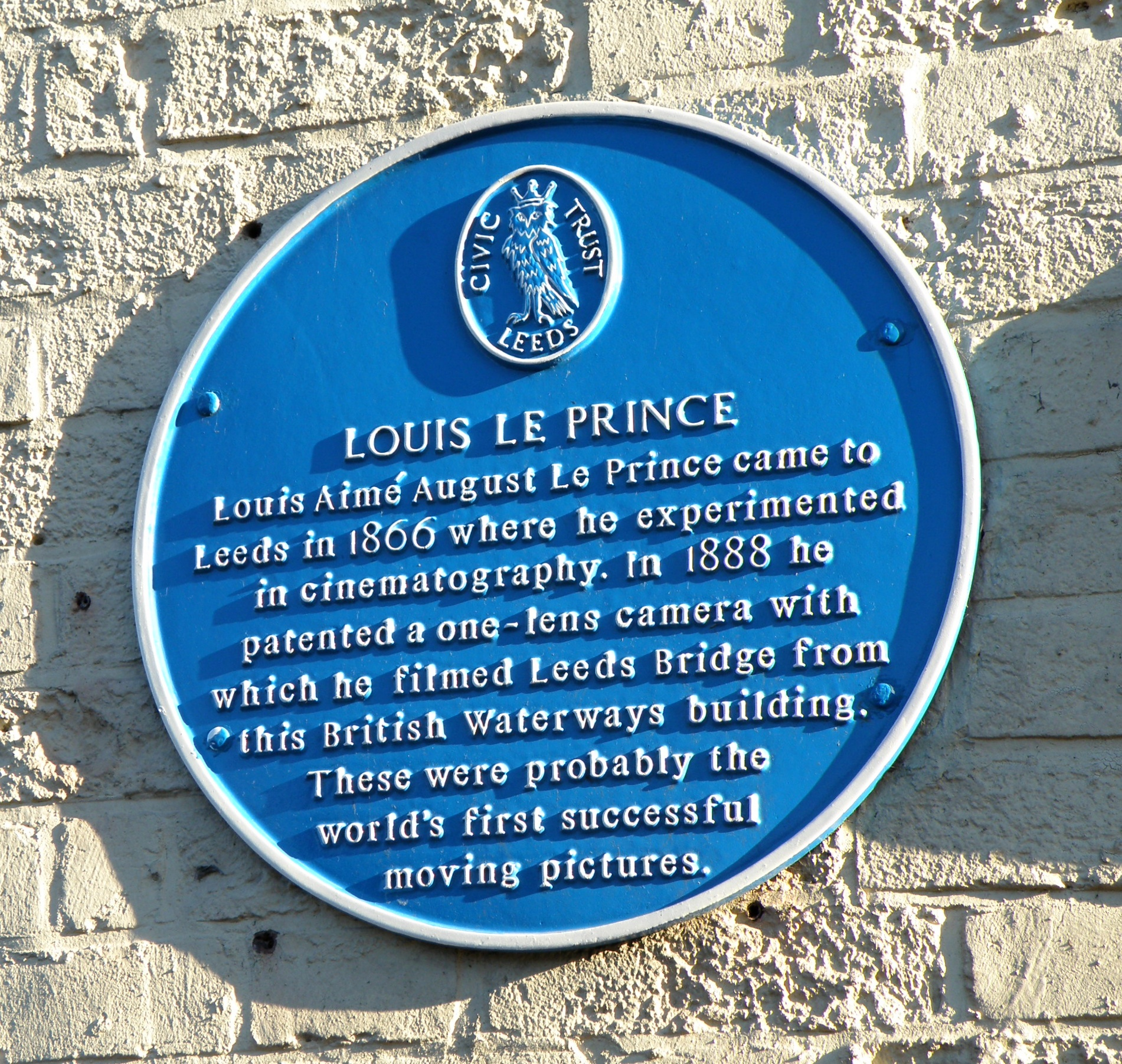
La blue plaque messa dal Leeds Civic Trust sull'edificio dove venne ripreso il Traffic Crossing Leeds Bridge.